# Maria Vicol
Maria Vicol, née le 17 octobre 1935 à Bucarest, et morte le 13 mars 2015, est une fleurettiste roumaine.
Elle est médaillée de bronze de l'épreuve individuelle de fleuret aux Jeux olympiques d'été de 1960. Aux Jeux olympiques d'été de 1964 à Tokyo, elle est cinquième en fleuret par équipe et ne passe pas le premier tour de l'épreuve individuelle. Elle fait partie de l'équipe de Roumanie qui termine troisième en fleuret aux Jeux olympiques de 1968.